# Basen Grudziądzki
Basen Grudziądzki – największe rozszerzenie Doliny Dolnej Wisły między Fordonem a Żuławami.
Charakterystycznym elementem rzeźby Basenu Grudziądzkiego są zachowane w jego obrębie tzw. kępy, czyli wyspy wysoczyznowe, które wznoszą się nad dno basenu na wysokość ok. 60 m. Przy każdej z kęp zachowały się w pewnych miejscach fragmenty wyższych teras Wisły. Badania E. Drozdowskiego w Basenie Grudziądzkim wykazały, że występuje 9 teras dolinnych. Oprócz teras występują tu rozległe stożki napływowe, które zostały usypane przez wpadające do basenu cieki (rzeka Mątawa). Wśród istniejących tu jezior najbardziej interesującym jest Jezioro Fletnowskie o pow. ok. 8,0 ha, które ulokowane jest w najdłuższym przegłębieniu długiej rynny subglacjalnej.